# Электронный полётный планшет
Электронный полётный планшет (ЭПП или англ. Electronic Flight Bag — EFB) — электронное устройство для информационной поддержки лётного экипажа при выполнении им связанных с полётом обязанностей путём предоставления экипажу воздушного судна (ВС) доступа к электронной документации, автоматизации выполнения инженерно-штурманских расчетов, вывода изображения с камер наблюдения и др.

## Назначение
EFB предназначен для использования членами лётного экипажа при подготовке к полёту и его выполнении. По конструкции это вид персонального компьютера (ПК) в варианте стационарного ПК раздельной схемы (системный блок / монитор) или в варианте переносного планшетного компьютера, которые позволяют отказаться от использования на борту ВС бумажной документации, связанной с выполнением полёта (руководства по летной эксплуатации, навигационных карт и др.). Масса такой документации может достигать 20 кг и более. Работа с электронной документацией эффективнее, чем с бумажной за счет использования средств навигации по документам (гиперссылок, закладок, быстрого поиска). Автоматизация инженерно-штурманских расчетов на планшете EFB позволяет экипажу ВС работать более эффективно за счет отказа от использования традиционных многофакторных расчетов с использованием различных графиков, таблиц (зависимостей взлетно-посадочных характеристик, расхода топлива от внешних условий, поправочных коэффициентов и др.).

## Конструктивные особенности
С принятием в 2017 году циркуляра AC 120-76D классификация описанная ниже была отменена . Все устройства теперь относят только к переносным или стационарно установленным. Первые не являются частью конфигурации ВС, обычно имеют автономный источник питания, хотя и могут взаимодействовать с сетями передачи данных на борту ВС. Вторые встраиваются в конструкцию ВС с соблюдением требований к летной годности и правил проектирования.

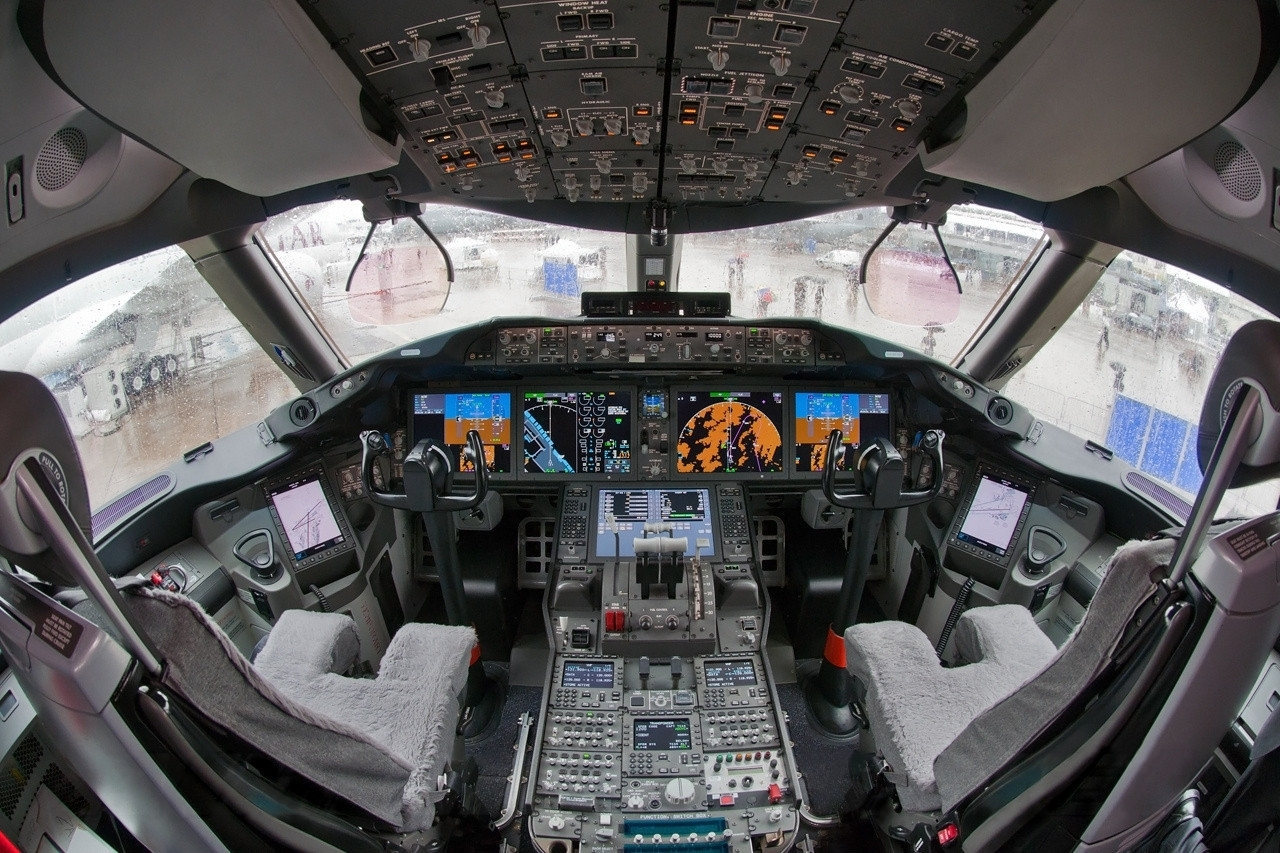
Планшеты EFB, установленные в кабине лётного экипажа самолёта Boeing 787 у левого и правого передних углов кресел командира (слева на фото) и второго пилота (справа)

Согласно указаниям циркуляра FAA AC 120-76C изначально планшеты EFB в зависимости от их аппаратной реализации разделялись на три класса:
- Класс 1 – мобильные серийно-выпускаемые автономные компьютеры, которые не закреплены на борту ВС, не подключены к информационным шинам ВС и не получают электропитание от системы электроснабжения ВС. Планшеты 1-го класса не относились к конструкции ВС и не отражались в сертификате типа ВС.
- Класс 2 – мобильные серийно-выпускаемые компьютеры, которые могут устанавливаться в кабине летного экипажа ВС и сниматься оттуда. Планшет 2-го класса получает электропитание с борта ВС и данные от систем ВС (например, сигнал о местоположении ВС, видеосигнал с камер наблюдения и др.). Планшеты 2-го класса не включались в состав конструкции ВС.
- Класс 3 – стационарные компьютеры в кабине летного экипажа ВС, которые подключены к системам ВС, могут принимать и выдавать данные в системы ВС. Планшеты 3-го класса, таким образом, часть конструкции ВС.

## Программные средства
С принятием в 2017 году циркуляра AC 120-76D описанная ниже классификация была отменена.
Изначально, согласно указаниям циркуляра FAA AC 120-76C программное обеспечение, устанавливаемое на планшетах EFB, разделяли на три типа:
- Тип А – статические приложения, которые выводят на экран статическую информацию, заменяющую бумажную документацию. Приложения типа А не получают информацию от систем ВС и не выдают  информацию системам ВС.
- Тип В – динамические, интерактивные приложения, которые обладают возможностью динамического отображения информации по сигналам от систем ВС (движущиеся карты), позволяют обрабатывать вводимые данные и выполнять расчеты. Приложения типа В могут получать информацию от систем ВС, но не выдают  информацию системам ВС.
- Тип С – приложения, полностью интегрированные в состав бортового оборудования ВС. Они могут обмениваться информацией с системами ВС. Приложения типа С устанавливались только в планшеты 3-го класса.